# Storm Hawks
Storm Hawks è una serie animata creata da Asaph Fipke nel 2007 e prodotta da Nerd Corps Entertainment in collaborazione con YTV e Cartoon Network. Viene trasmessa negli Stati Uniti su cartoon Network dal 25 maggio 2007 e in Canada su YTV dall'8 settembre dello stesso anno.

## Personaggi
- Aerrow
- Piper
- Finn
- Junko
- Stork